# Walter Giacomello
Walter Giacomello (Vicenza, 9 settembre 1923 – ...) è stato un calciatore italiano, di ruolo difensore.

## Caratteristiche tecniche
Giocava come terzino.

## Carriera
Esordisce nella stagione 1943-1944, nel corso della quale gioca 10 partite di Divisione Nazionale con il Vicenza, che pur vincendo il proprio girone rinuncia volontariamente alle fasi successive del torneo a causa degli eventi bellici.
Dopo la fine della Seconda guerra mondiale Giacomello va a giocare nel Trento, con cui nella stagione 1945-1946 disputa 18 partite nel campionato misto di Serie B e C; successivamente, nella stagione 1947-1948 gioca in Serie B con il Bolzano: con la formazione altoatesina gioca 27 partite di campionato, e nella stagione 1948-1949 gioca un campionato di Serie C.
Nel 1949 passa al Cagliari, con cui nella stagione 1949-1950 segna 2 reti in 24 presenze in Serie C; passa poi al Marzotto Valdagno, con cui nella stagione 1950-1951 vince il campionato di Serie C contribuendo al raggiungimento della prima promozione in Serie B nella storia della squadra vicentina; successivamente rimane in rosa anche per l'intera stagione 1951-1952, nella quale non gioca però nessuna partita di campionato.
Chiude la carriera giocando 24 partite in IV Serie con il Rovereto nella stagione 1952-1953 ed infine con un'ulteriore stagione nella medesima categoria con la maglia dell'Arzignano.

## Palmarès

### Club

#### Competizioni nazionali
- Serie C: 1

Marzotto Valdagno: 1950-1951